# 阿莱曼喷泉
阿莱曼喷泉（英語：El Alamein Memorial Fountain）位于新南威爾斯州悉尼的国王十字（Kings Cross），纪念1942年第二次世界大战中在埃及阿莱曼的两次战役中阵亡军人，由澳大利亚建筑师罗伯特·伍德沃德设计。